# Adam Johnson (hockey sobre hielo)
Adam Johnson (Hibbing, Minnesota; 22 de junio de 1994-Sheffield, Inglaterra; 28 de octubre de 2023) fue un jugador de hockey sobre hielo estadounidense que jugaba en la posición de delantero.Jugó 13 partidos en la Liga Nacional de Hockey con los Pittsburgh Penguins durante las temporadas 2018-19 y 2019-20. También jugó en Europa con Malmö Redhawks, Augsburger Panther y Nottingham Panthers. Johnson murió en octubre de 2023 después de que una colisión sobre hielo le provocara un corte en el cuello debido a un patín.

## Primeros años de vida
Johnson nació el 22 de junio de 1994 en Grand Rapids, Minnesota. Después de graduarse de la escuela secundaria, jugó hockey juvenil en la Liga de Hockey de los Estados Unidos (USHL) con los Indiana Ice y Sioux City Musketeers y fue nombrado All-Star de la USHL en 2015. No reclutado, jugó dos temporadas de hockey universitario con la Universidad de Minnesota Duluth en la Conferencia Nacional de Hockey Universitario (NCHC). 
Después de su segunda temporada con los Bulldogs en 2016-17, donde anotó 18 goles y anotó 37 puntos en 42 juegos y terminó segundo en el club tanto en goles como en puntos, Johnson aseguró el lugar de Minnesota-Duluth en el Frozen Four de 2017 cuando anotó un gol de juego de poder en tiempo extra para derrotar a la Universidad de Boston 3-2. Johnson y los Bulldogs finalmente cayeron ante la Universidad de Denver 3-2, en el juego de campeonato de la NCAA.
Johnson asistió al campamento de desarrollo de prospectos de los Pittsburgh Penguins antes de optar por concluir su carrera universitaria anticipadamente y acordó un contrato inicial de dos años con los Penguins el 6 de julio de 2017.

## Carrera como jugador
Johnson fue el segundo máximo anotador de los Wilkes-Barre/Scranton Penguins, afiliado de la Liga Americana de Hockey (AHL), en la temporada 2017-18 e hizo su debut en la Liga Nacional de Hockey con los Pingüinos de Pittsburgh el 21 de marzo de 2019, en un 2-1. victoria en los Nashville Predators. Jugó 13 partidos en total de la NHL y anotó un gol en la victoria por 7-4 en el Minnesota Wild en su estado natal el 12 de octubre de 2019.
Debido a que la pandemia de COVID-19 retrasó la temporada estadounidense, Johnson optó por firmar un contrato en el extranjero para la temporada 2020-21 con Malmö Redhawks de la Liga Sueca de Hockey (SHL) el 15 de diciembre de 2020. En un papel de delantero entre los seis primeros, Johnson agregó 7 goles y 12 puntos en 21 partidos de la temporada regular antes de optar por romper su contrato y regresar a Norteamérica el 27 de marzo de 2020.
El 6 de abril de 2021, Johnson firmó como agente libre por el resto de la temporada 2020-21 con el Ontario Reign de la AHL, el afiliado principal de Los Angeles Kings. Añadiendo una presencia ofensiva, Johnson registró 11 puntos en 14 juegos.
Permaneciendo con el Reinado en la siguiente temporada 2021-22, Johnson registró un gol y seis puntos en 28 partidos de la temporada regular antes de ser transferido a los Lehigh Valley Phantoms a cambio de consideraciones futuras el 17 de febrero de 2022.
Como agente libre en la siguiente temporada baja, Johnson optó por reanudar su carrera europea, firmando un contrato de un año con el club alemán Augsburger Panther de la Deutsche Eishockey Liga (DEL), el 12 de septiembre de 2022. En la temporada 2022-23, Johnson anotó 7 goles y 22 puntos en 45 partidos de la temporada regular, sin embargo, no pudo ayudar a evitar que los Panthers terminaran en una posición de descenso. Johnson dejó el club al finalizar su contrato el 17 de marzo de 2023.
En agosto de 2023, Johnson acordó los términos para unirse a los Nottingham Panthers de la Elite Ice Hockey League (EIHL) para la temporada 2023-24.

## Muerte
El 29 de octubre de 2023, Johnson resultó fatalmente herido en un juego contra los Sheffield Steelers en Utilita Arena cuando el patín del jugador de los Steelers Matt Petgrave le cortó el cuello durante una colisión sobre el hielo. Después del impacto, Johnson intentó patinar hasta el banco del equipo mientras se desangraba, antes de colapsar en el hielo. Los jugadores de ambos lados entrelazaron sus brazos para formar un anillo protector alrededor de Johnson mientras los profesionales médicos lo atendían antes de que se colocaran pantallas y se evacuara la arena. Johnson finalmente fue trasladado y declarado formalmente muerto en el Hospital General del Norte de Sheffield, a la edad de 29 años. La noticia de la muerte de Johnson se retuvo públicamente hasta la mañana siguiente mientras se alertaba a los familiares de Johnson.
En respuesta a la muerte de Johnson, la EIHL suspendió todos los juegos programados para el 29 de octubre, y numerosas ligas y equipos de todo el mundo, junto con varios políticos que representan a Nottinghamshire, emitieron declaraciones lamentando la muerte de Johnson. Se lanzó una campaña de recaudación de fondos de fanáticos para recaudar dinero para apoyar a la familia de Johnson, superando su objetivo inicial de £ 5,000 en unas pocas horas y luego se elevó a £ 10,000 antes de ser superado ese mismo día. Después de la muerte de Johnson, cientos de fanáticos se reunieron afuera del Nottingham Arena, la pista local de los Panthers, junto con los jugadores y el personal de los Panthers para depositar flores y otros tributos en un monumento improvisado para el jugador.

## Estadísticas
| 2009–10   | Hibbing High                   | USHS      | 24 | 8  | 15 | 23 | 8  | — | — | — | —  | — |
| 2010–11   | Hibbing High                   | USHS      | 25 | 34 | 36 | 70 | 8  | 3 | 4 | 6 | 10 | 0 |
| 2011–12   | Hibbing High                   | USHS      | 20 | 24 | 28 | 52 | 14 | 3 | 4 | 3 | 7  | 6 |
| 2012–13   | Hibbing High                   | USHS      | 24 | 16 | 27 | 43 | 70 | 2 | 4 | 0 | 4  | 0 |
| 2012–13   | Indiana Ice                    | USHL      | 6  | 0  | 2  | 2  | 0  | — | — | — | —  | — |
| 2013–14   | Sioux City Musketeers          | USHL      | 56 | 15 | 31 | 46 | 25 | 8 | 4 | 3 | 7  | 6 |
| 2014–15   | Sioux City Musketeers          | USHL      | 59 | 31 | 40 | 71 | 24 | 5 | 1 | 2 | 3  | 2 |
| 2015–16   | Minnesota-Duluth Bulldogs      | NCHC      | 39 | 6  | 12 | 18 | 8  | — | — | — | —  | — |
| 2016–17   | Minnesota-Duluth Bulldogs      | NCHC      | 42 | 18 | 19 | 37 | 18 | — | — | — | —  | — |
| 2017–18   | Wilkes-Barre/Scranton Penguins | AHL       | 70 | 11 | 20 | 31 | 16 | 3 | 1 | 0 | 1  | 0 |
| 2018–19   | Wilkes-Barre/Scranton Penguins | AHL       | 67 | 18 | 25 | 43 | 27 | — | — | — | —  | — |
| 2018–19   | Pittsburgh Penguins            | NHL       | 6  | 0  | 2  | 2  | 0  | — | — | — | —  | — |
| 2019–20   | Wilkes-Barre/Scranton Penguins | AHL       | 48 | 10 | 24 | 34 | 12 | — | — | — | —  | — |
| 2019–20   | Pittsburgh Penguins            | NHL       | 7  | 1  | 1  | 2  | 2  | — | — | — | —  | — |
| 2020–21   | Malmö Redhawks                 | SHL       | 21 | 7  | 5  | 12 | 8  | — | — | — | —  | — |
| 2020–21   | Ontario Reign                  | AHL       | 14 | 6  | 5  | 11 | 6  | 1 | 0 | 1 | 1  | 0 |
| 2021–22   | Ontario Reign                  | AHL       | 28 | 1  | 5  | 6  | 18 | — | — | — | —  | — |
| 2021–22   | Lehigh Valley Phantoms         | AHL       | 30 | 4  | 8  | 12 | 12 | — | — | — | —  | — |
| 2022–23   | Augsburger Panther             | DEL       | 45 | 7  | 15 | 22 | 10 | — | — | — | —  | — |
| 2023      | Nottingham Panthers            | EIHL      | 7  | 4  | 3  | 7  | 0  | — | — | — | —  | — |
| Total NHL | Total NHL                      | Total NHL | 13 | 1  | 3  | 4  | 2  | — | — | — | —  | — |

## Logros
| Título                         | Año  |
| ------------------------------ | ---- |
| USHL                           |      |
| Primer Equipo de las Estrellas | 2015 |